# Keshod
Keshod là một thành phố và khu đô thị của quận Junagadh thuộc bang Gujarat, Ấn Độ.

## Địa lý
Keshod có vị trí 21°18′B 70°15′Đ / 21,3°B 70,25°Đ Nó có độ cao trung bình là 42 mét (137 feet).

## Nhân khẩu
Theo điều tra dân số năm 2001 của Ấn Độ, Keshod có dân số 63.253 người. Phái nam chiếm 52% tổng số dân và phái nữ chiếm 48%. Keshod có tỷ lệ 72% biết đọc biết viết, cao hơn tỷ lệ trung bình toàn quốc là 59,5%: tỷ lệ cho phái nam là 78%, và tỷ lệ cho phái nữ là 66%. Tại Keshod, 12% dân số nhỏ hơn 6 tuổi.